# بوب جونسون (عازف قيثارة)
بوب جونسون (بالإنجليزية: Bob Johnson)‏ هو عازف قيثارة بريطاني، ولد في 18 مارس 1944.

## وصلات خارجية
- روبرت جونسون على موقع ميوزك برينز (الإنجليزية)
- روبرت جونسون على موقع ديسكوغز (الإنجليزية)